# Wim Hof
Wim Hof, noto anche con lo pseudonimo di The Iceman (L'uomo del ghiaccio) (Sittard, 20 aprile 1959), è uno sportivo olandese, noto per la sua capacità di resistere a temperature estreme.
Specializzato negli sport estremi, Hof ha stabilito diversi guinness mondiali per il nuoto sotto il ghiaccio, per il contatto prolungato di tutto il corpo con il ghiaccio e per una mezza maratona a piedi nudi su ghiaccio e neve. Hof attribuisce queste imprese al "Metodo Wim Hof" (WHM), da lui ideato e basato su una combinazione di esposizione al freddo, tecniche di respirazione e meditazione.

## Biografia
Wim Hof è nato nella cittadina di Sittard, nei Paesi Bassi, terzo di nove fratelli.
Hof ha avuto sei figli, quattro dei quali con la sua prima moglie Marivelle-Maria (chiamata anche "Olaya"), morta per suicidio nel 1995.
Hof ha raccontato che la crisi esistenziale per la perdita della sua prima moglie è stata determinante per spingerlo a elaborare il suo metodo.

## Record mondiali

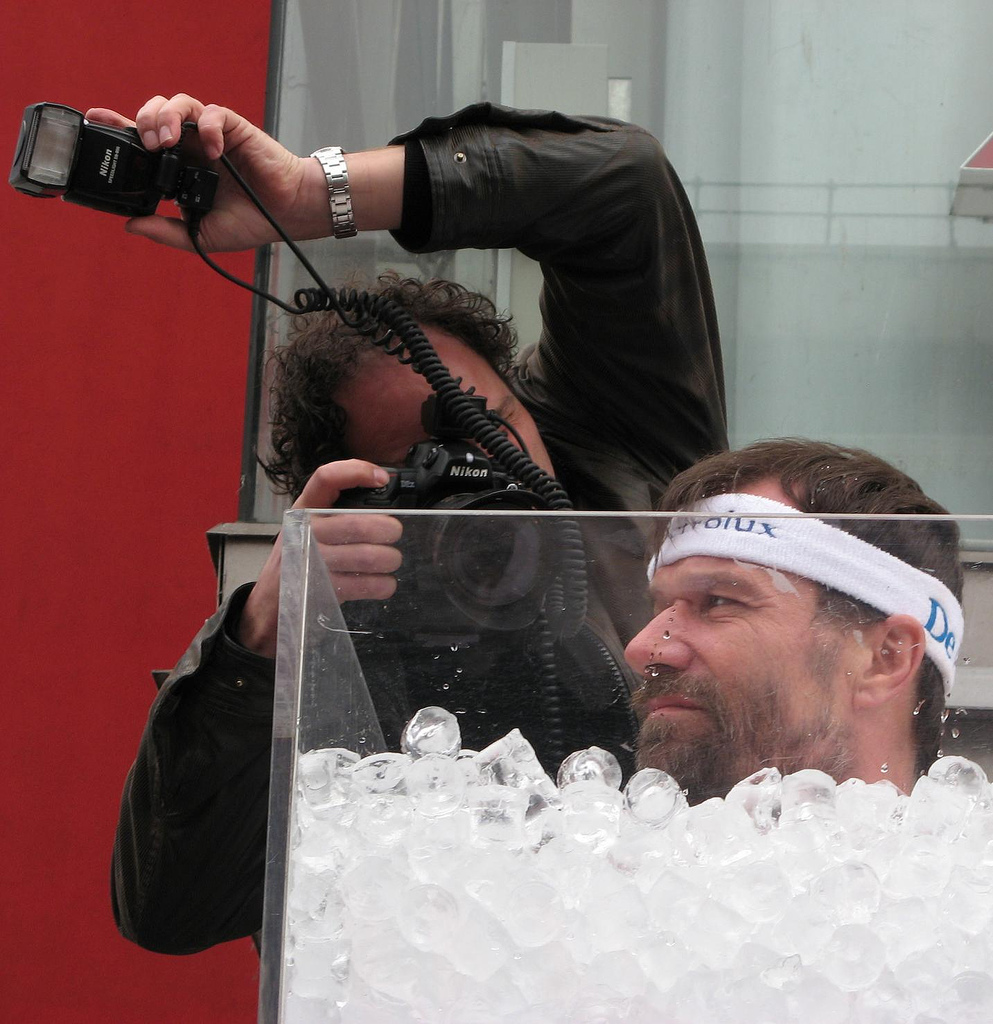
Wim Hof nel 2007 immerso nel ghiaccio

Il 16 marzo del 2000, Hof ha stabilito il Guinness World Record per la nuotata più lunga sotto il ghiaccio, con una distanza di 57,5 metri. La nuotata in un lago vicino a Pello, in Finlandia, è stata filmata per un programma televisivo olandese. Un tentativo del giorno precedente si è quasi concluso in una tragedia quando le sue cornee hanno iniziato a congelarsi. Un sub lo ha salvato mentre stava iniziando a perdere conoscenza. Un nuovo record di 76,2 metri è stato stabilito da Stig Severinsen nel 2013.
Il 26 gennaio 2007 Hof ha stabilito il record mondiale per la mezza maratona più veloce a piedi nudi su ghiaccio e neve, con un tempo di 2 ore, 16 minuti e 34 secondi.
Hof ha stabilito il record mondiale per il maggior tempo a contatto diretto di tutto il corpo con il ghiaccio per un totale di 16 volte, tra cui: 
- 1 ora, 42 minuti e 22 secondi il 23 gennaio 2009;
- 1 ora, 44 minuti nel gennaio del 2010;
- 1 ora 53 minuti e 2 secondi nel 2013.

Questo record è stato superato nel 2014 dal cinese Songhao Jin, con un tempo di 1 ora, 53 minuti e 10 secondi. Nel 2019 l'austriaco Josef Köberl ha fissato il record di 2 ore, 8 minuti e 47 secondi.
Nel 2007, Hof è salito a un'altitudine di 7.200 metri sul Monte Everest indossando solo pantaloncini e scarpe, ma non è riuscito a raggiungere la vetta a causa di un infortunio al piede.
Nel febbraio del 2009, Hof ha raggiunto la cima del Kilimangiaro in due giorni indossando solo pantaloncini e scarpe.
Nel 2016 ha raggiunto il punto di Gilmans sul Kilimangiaro con il giornalista Scott Carney in 28 ore, un evento successivamente documentato nel libro What Doesn't Kill Us.
A settembre 2011, ha corso una maratona completa nel deserto del Namib senza acqua, sotto la supervisione del dottor Thijs Eijsvogels.

## Il metodo Wim Hof
Il metodo elaborato da Wim Hof è basato su tre pilastri: respirazione, esposizione al freddo e meditazione. Le tecniche di respirazione di Wim Hof sono simili a quelle del Prāṇāyāma. Si tratta di una respirazione molto profonda e forte, che deve essere eseguita mentre si è seduti o sdraiati. La respirazione va eseguita a bocca aperta sia per l’inspirazione che per l’espirazione, gonfiando diaframma e polmoni, "spingendo" l'aria fino alla testa e poi lasciando andare. Il tutto deve essere eseguito 30-40 volte. Una volta arrivati all'ultimo respiro si lascia andare l’aria e si smette di respirare, ponendo attenzione alle proprie sensazioni. Questo esercizio deve essere ripetuto per 3 volte, aumentando gli intervalli in cui si smette di respirare. Il momento migliore per eseguire questa respirazione è la mattina a stomaco vuoto.

## Ricerche scientifiche sul Metodo Wim Hof
Gli studi e le ricerche scientifiche sul Metodo Wim Hof e su pratiche respiratorie simili hanno dimostrato che l'iperventilazione può sopprimere temporaneamente la risposta immunitaria innata, nonché aumentare temporaneamente la frequenza cardiaca e i livelli di adrenalina. Le dichiarazioni di Hof sulla possibilità di curare il cancro e le malattie autoimmuni con il suo metodo non hanno trovato conferma da parte di alcuna ricerca scientifica.